# Trigonia microcarpa
Trigonia microcarpa là một loài thực vật có hoa trong họ Trigoniaceae. Loài này được Sagot ex Warm. miêu tả khoa học đầu tiên năm 1875.